# Abú Hasán Alí
Abú Hasán Alí es un astrónomo marroquí que se dio a conocer a principios del siglo XIII.
Viajó por los vastos estados de los califas y residió mucho tiempo en El Cairo. Calculó la latitud de 41 ciudades en un espacio de más de 900 leguas del Oeste al Este y dejó un importante tratado de astronomía, titulado De los principios y de los fines, en el que se sirvió de las tangentes para los cálculos trigonométricos.